# Lasirky
Lasirky (ukrainisch Лазірки; russisch Лазорки Lasorki) ist ein Dorf im Nordwesten der ukrainischen Oblast Poltawa mit etwa 2800 Einwohnern (2001).

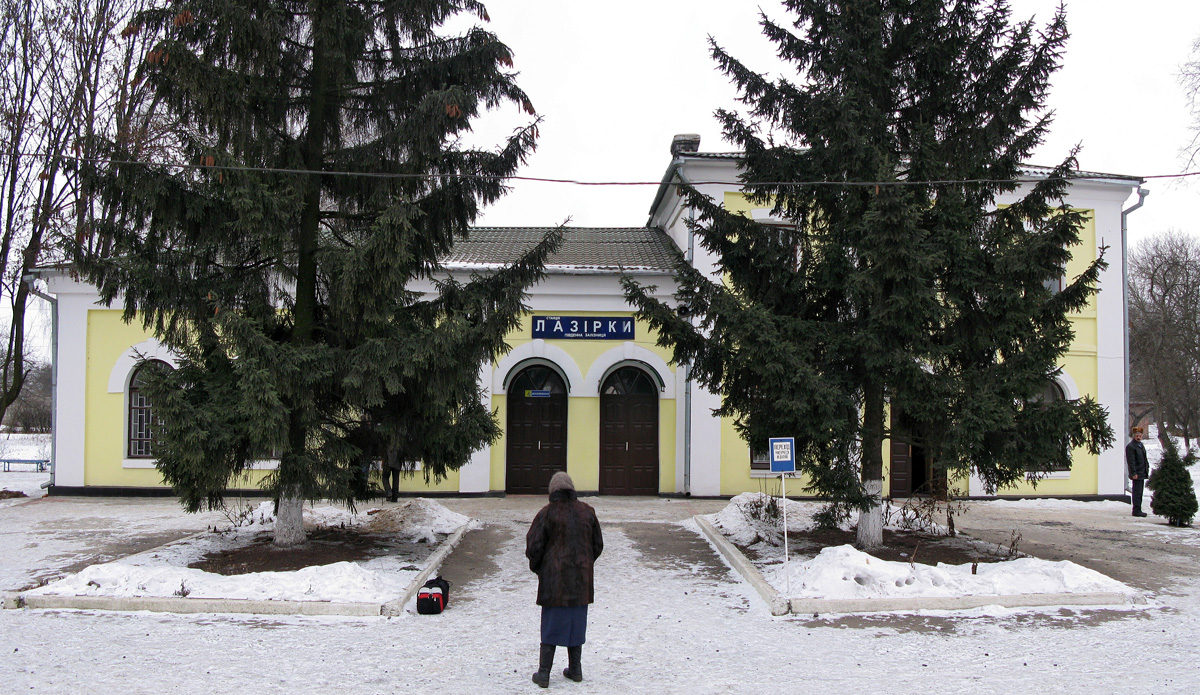
Bahnstation in Lasirky

Das im 16. Jahrhundert gegründete Dorf war zwischen Januar 1935 und Dezember 1962 das administrative Zentrum des Rajons Lasirky.
Die Ortschaft liegt auf einer Höhe von 109 m am Ufer des Sliporid, einem 83 km langen, rechten Nebenfluss der Sula, 40 km nördlich vom ehemaligen Rajonzentrum Orschyzja und 174 km nordwestlich vom Oblastzentrum Poltawa.
Lasirky besitzt einen Bahnstation an der Bahnstrecke Kiew–Poltawa. 6 Kilometer nördlich vom Dorf verläuft die Fernstraße M 03.
Am 12. Juni 2020 wurde das Dorf ein Teil der neugegründeten Siedlungsgemeinde Nowoorschyzke, bis dahin bildete es die gleichnamige Landratsgemeinde Lasirky (Лазірківська сільська рада/Lasirkiwska silska rada) im Norden des Rajons Orschyzja.
Am 17. Juli 2020 kam es im Zuge einer großen Rajonsreform zum Anschluss des Rajonsgebietes an den Rajon Lubny.